# جی‌ئی کارنت
جی‌ئی کارنت (انگلیسی: GE Current) شرکت مهندسی آمریکایی است، که در سال ۲۰۱۵ تأسیس شد.